# Francisco Drummond
Francisco Drummond (Dundee, 20 de septiembre de 1798-Ensenada de Barragán, 8 de abril de 1827) fue un marino y militar escocés que sirvió primero en la Armada Brasileña durante la Guerra de Independencia de Brasil y después en la Armada Argentina durante la guerra del Brasil, a principios del siglo XIX.

## Francisco Drummond
Nació en Dundee, Escocia, sobre el río Tay, el 20 de septiembre de 1798, hijo del Capitán de marina mercante Francis Drummond y Catharine Young. Los Drummond eran una familia distinguida de Forfar, en el distrito de Angus, y sus antepasados sirvieron a la causa de la Casa de Bruce y posteriormente a la de Estuardo. Su padre y sus cuatro hermanos mayores murieron en combate.
El 7 de septiembre de 1822 el Príncipe Regente del Brasil proclamó la independencia de Portugal (conocido como Grito de Ipiranga). En Londres se inició la recluta de oficiales para la marina del naciente estado y uno de los convocados fue Lord Cochrane. El joven Francisco Drummond se le sumó como oficial naval.
Una vez en América, combatió de manera distinguida al mando de Lord Cochrane al servicio del Brasil en su breve lucha por la independencia de Portugal. Participó de la captura de Marañón, del asedio de Bahía y finalmente de la victoria sobre las fuerzas portuguesas de Itapuã. Finalizada la guerra, ya con el grado de teniente primero volvió, a Inglaterra con el célebre almirante en 1825.
Al declararse la guerra entre el Imperio de Brasil y la República Argentina, Drummond el 8 de febrero de 1826 pidió la baja de la Armada Imperial y un mes después se embarcó rumbo al Río de la Plata en la goleta norteamericana Captain Deverians, arribando a Montevideo el 21 de marzo.
Allí fue arrestado a instancias de los dos principales oficiales navales británicos al servicio de la Armada Imperial, John Pascoe Grenfell y James Norton, pero fue liberado por intervención del cónsul británico. A fines de 1826 Drummond fue finalmente incorporado a la escuadrilla argentina que operaba en el río Uruguay y el 24 de enero de 1827 fue nombrado capitán, recibiendo el mando de la Goleta Maldonado, la antigua Leal Paulistana que
había sido capturada a los brasileños el 21 de septiembre en la Isla Gorriti.

## Juncal
En la Batalla de Juncal (febrero 8 y 9 de 1827), Drummond combatió durante los dos días contra la goleta Bertioga, comandada por el teniente John Broon. La Bertioga era gemela de su buque. Finalmente pudo capturarla. Por su valor en la batalla fue condecorado con la medalla del Escudo del Plata y ascendido a Sargento Mayor el 23 de marzo de 1827.

## Monte Santiago
Cuando en abril de 1827 el Almirante Brown reorganizó sus exiguas fuerzas, nombró a Drummond comandante del Bergantín Independencia de 22 cañones, y a su mando participó entre el 7 y el 8 de abril de la Batalla de Monte Santiago, en la cual, en el intento de salvar a navíos encallados en el banco de arena de ese nombre, cuatro buques (el Bergantín República (insignia), el Bergantín Independencia, la Barca Congreso y la Goleta Sarandí) enfrentaron a 16 buques brasileños. 
Como resultado del feroz ataque de la Fragata Paula, el Independencia perdió sus mástiles y debió aligerar arrojando por la borda doce de sus cañones. 
Tras 48 h de combate, el Independencia había perdido a la mitad de sus hombres entre muertos y heridos, tenía ya sus cañones restantes prácticamente inutilizables y carecía de munición (había agotado sus 3 000 tiros, carecía de pólvora y había utilizado incluso los eslabones del ancla como munición), por lo que Brown ordenó el 8 de abril a las 16.00 que evacuara y diera fuego al casco del buque, pero su tripulación se resistió a abandonar el navío. Drummond, herido el día anterior por un disparo que le voló una oreja, dejó al teniente Roberto Ford al mando y fue con el único bote aún disponible a buscar municiones en los otros buques, acompañado por su segundo Shannon, por temor a que a raíz de su herida perdiera el conocimiento. En el República apenas quedaba munición, por lo que siguió bajo fuego hasta la Sarandí, al mando de su amigo el capitán John Halstead Coe, pero apenas pisó la cubierta, el impacto directo de una bala de cañón de a 24 le acertó en el costado derecho, a la altura del fémur, hiriéndolo de muerte. 
Según los testigos, mando llamar al capitán Coe y le dijo: “Querido Juan, se me nubla la vista. No veré más las montañas de Escocia. Este reloj es para mi madre, este anillo es para Elisa. Dile al Almirante que he cumplido mi deber y muero como un hombre”. Brown se acercó a la Sarandí y llegó a verlo aún con vida. Murió a las diez de la noche, tras tres horas de agonía.
El 9 de abril a las tres y media de la madrugada, la Sarandí pudo arribar a Buenos Aires. Fue velado en la Comandancia de Marina y enterrado en el Pequeño Cementerio Británico del Socorro (Cementerio de Disidentes ver enlaces externos).
Drummond se encontraba comprometido en matrimonio con Elisa Brown, la hija de su Almirante. Ésta, al enterarse de su muerte enloqueció y a finales de ese año se suicidó en el Río de la Plata.
La Armada Argentina bautizó con su nombre a una corbeta misilística y a un barremina. Llevan también su nombre una calle de Boedo, en la Ciudad de Buenos Aires, una de la localidad de Adrogué, y en las ciudades de Córdoba y de Rosario, así como el distrito Mayor Drummond del departamento mendocino de Luján de Cuyo.
Una calle de la localidad balnearia de San Bernardo del Tuyu, lleva su nombre en su honor. 
Su grado o rango de sargento mayor era el inmediatamente superior a capitán, e inmediatamente inferior a teniente coronel. La Marina de Guerra argentina usó los mismos grados que el Ejército hasta la presidencia de Roca (1880-1886). Hoy sería capitán de Corbeta.